# Goba (woreda)
Pour les articles homonymes, voir Goba (homonymie).
Goba est un woreda du sud de l'Éthiopie, situé dans la zone Bale de la région Oromia. Woreda rural entourant la ville de même nom, il a 40 757 habitants en 2007

## Situation
Situé autour et au sud de la ville de Goba, dans l'est de la zone Bale, le woreda Goba est limitrophe de la zone Mirab Arsi de la région Oromia.
| Dinsho         | Sinana |         |
| Adaba          | Goba   | Berbere |
| Harena Buluk   | Mena   |         |
| Enclave : Goba |        |         |

Le parc national des monts Balé s'étend dans l'ouest du woreda. Le mont Tullu Dimtu, point culminant du massif du Balé, se trouve d'ailleurs dans le woreda[réf. souhaitée].
La forêt d'Harenna s'étend d'autre part dans le sud du woreda[réf. souhaitée].

## Population
Le woreda Goba compte 40 757 habitants au recensement national de 2007, sa population est entièrement rurale.
La majorité des habitants (77 %) sont musulmans, 23 % sont orthodoxes.
En 2022, la population est estimée à 56 978 personnes avec une densité de population de 38 personnes par km2 et 1 490 km2 de superficie. 